# Kleroterion

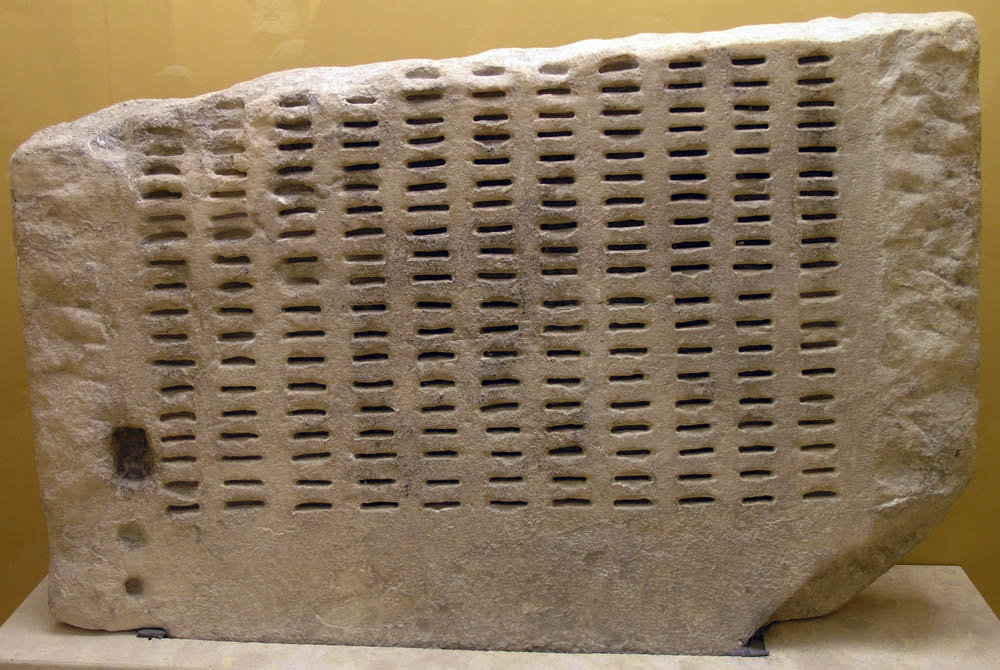
Un kleroterion en el Museo del Ágora de Atenas.

El kleroterion (κληρωτήριον, en griego antiguo) fue un dispositivo utilizado en las polis durante el periodo de la democracia ateniense, para seleccionar aleatoriamente a los ciudadanos que participarían en la mayoría de cargos estatales, el boulé, el nomothetai, y para ser jurados. 
El kleroterion era un bloque de piedra rectangular con ranuras ordenadas en varias filas verticales identificadas por letras inscritas en la parte superior. Los atenienses portaban un pinakion, una especie de placa de bronce o madera con su nombre grabado. Bastaba con introducirla en una de las ranuras del kleroterion para que se le tomara en cuenta en el proceso. El dispositivo contaba con un tubo en el cual se introducían dados de colores. Los dados salían por la parte inferior del tubo y, dependiendo del color del dado, se decidía si el dueño del pinakion en la fila correspondiente era elegido para un cargo en la polis.

## Historia
Antes de 403 a. C., las cortes publicaban un horario y un número de dikastes (funcionarios del dicasterión) requeridos para el día. Aquellos ciudadanos que querían ser dikastes hacían cola en la entrada de la corte al comienzo del día. Originalmente, el procedimiento se basaba en que el primero que llegaba se llevaba el primer servicio. A partir de 403 a. C., el sistema de asignación de cargos atenienses se sometió a una serie de reformas, y desde el 370 a. C. en adelante, se empleaba el kleroterion.